# Salteños
Los Salteños es un grupo de música folklórica argentina creado en la década de 1970.

## Trayectoria
Salteños ha pasado por diversas etapas desde su creación a partir de dos formaciones previas, ambas radicadas también en la capital almeriense, Cantares y Quiaqueños, la primera dedicada al folk de la época y de concepto algo más vocal y el segundo al folklore hispanoamericano con dos vertientes, música andina y folklore argentino. Su nacimiento se debió a una formación "provisional" para resolver una serie de actuaciones de la primavera y verano de 1980. Ese grupo inicial lo componían: Manuel Salas (voz, guitarra) y Pilar Barceló (voz, percusión), de la parte de Cantares, y José Antonio García Polo (voz, cuerdas) y Germán Alonso Blanco (voz, vientos, cuerda, percusión) de Quiaqueños. Antes de llegar a dicho verano, ya se habían unido al grupo dos componentes más de Quiaqueños: José J. Martínez Gallardo (voz, percusión, cuerda, vientos) y Pedro Caro (voz y vientos). Esta es la considerada formación original de Salteños, porque fue en ese momento cuando el grupo alcanzó su plenitud, vocal e instrumental. Con el paso de los años fueron surgiendo distintas incorporaciones: el argentino Leandro Filloy, Indalecio López Gázquez (vientos, voz, guitarra, percusión) o Miguel García (voz, bajo, guitarra, violín)...
La década de los 80 de Salteños estuvo caracterizada por una ardua labor y trabajo de investigación musical en torno a ritmos, temas y melodías de toda América Latina. Fruto del enérgico trabajo de esos años fueron las giras por España en las que compartieron escenario con otros grandes de la música latinoamericana como Quilapayún, Mercedes Sosa, Olga Manzano y Manuel Picón, etc.
Uno de los proyectos resultantes de esta época fue el montaje de la obra de teatro musical Don Cristóbal de los Pájaros, de Manuel Picón, basada en la vida de Cristóbal Colón y que fue representada por todo el país. Durante esos años, dos componentes del grupo, Manolo y Pedro inauguraron y regentaron El Rincón de los Salteños, café-concierto que durante años fue referencia musical en la capital almeriense.
Los años 1990 comienzan con la grabación de dos largos de estudio: Contracorriente (1991) y Desde el sur (1993). Una serie de altibajos provocaron varias reconfiguraciones del grupo y un alejamiento entre algunos de sus componentes, hasta que a principios de los años 2000, se replanteó la actividad de Salteños con una vuelta al espíritu de Quiaqueños.
En la década del 2000 al 2010 retomaron la actividad de estudio que culminó con la grabación de Poco a poco (2011), un trabajo en el que, por primera vez, incluyen canciones propias y que presentaron ante su público el 22 de enero de 2011 en el teatro Apolo de Almería.
En marzo de 2017 publicaron Sencillamente Salteños. Este trabajo fue el último en el que participó Indalecio López, miembro de Salteños fallecido pocos meses antes, y que fue homenajeado en el concierto de presentación que tuvo lugar en el Auditorio de Almería. 
Paralelamente están ya trabajando en la preparación de dos nuevas grabaciones con las que pretenden resolver algunas aspiraciones musicales pendientes en su extensa vida artística.

## Discografía
- Nuevas formas (1983) - El primer trabajo de estudio, grabado en Madrid, con dos temas, Amigo y Negro José.
- Contracorriente (1991) - Primer largo, que incluiría una recopilación de 20 temas de gran heterogeneidad musical y temática.
- Desde el sur (1993) - Disco de fusión experimental, en el que se combinan los ritmos latinoamericanos con la música orquestal de la Banda Sinfónica de Macael (Almería) bajo la dirección de José Ignacio Pellicer Sánchez.
- Poco a poco (2011) - Está compuesto por 11 canciones entre las que se han incluido 4 temas propios.
- Sencillamente Salteños (2017) - Es el más reciente de sus trabajos. El disco, compuesto por 11 temas, se presentó el 11 de marzo de 2017 en el Auditorio de Almería en un concierto homenaje a Indalecio López, miembro del grupo fallecido en 2016.